# リル・ホワイト
リル・ホワイト（英: Lil Wyte、1982年10月6日 - ）は、アメリカ合衆国のラッパーである。2003年にアルバム『Doubt Me Now』でインディーズデビュー。全米ビルボード200にて初登場197位を記録した。2007年には、3rdアルバム『The One and Only』でメジャーデビューも果たしている。

## ディスコグラフィー
スタジオ・アルバム
- Doubt Me Now (2003)
- Phinally Phamous (2004)
- The One and Only (2007)
- The Bad Influence (2009)
- Year Round (2011)
- Still Doubted? (2012)